# Bochnia

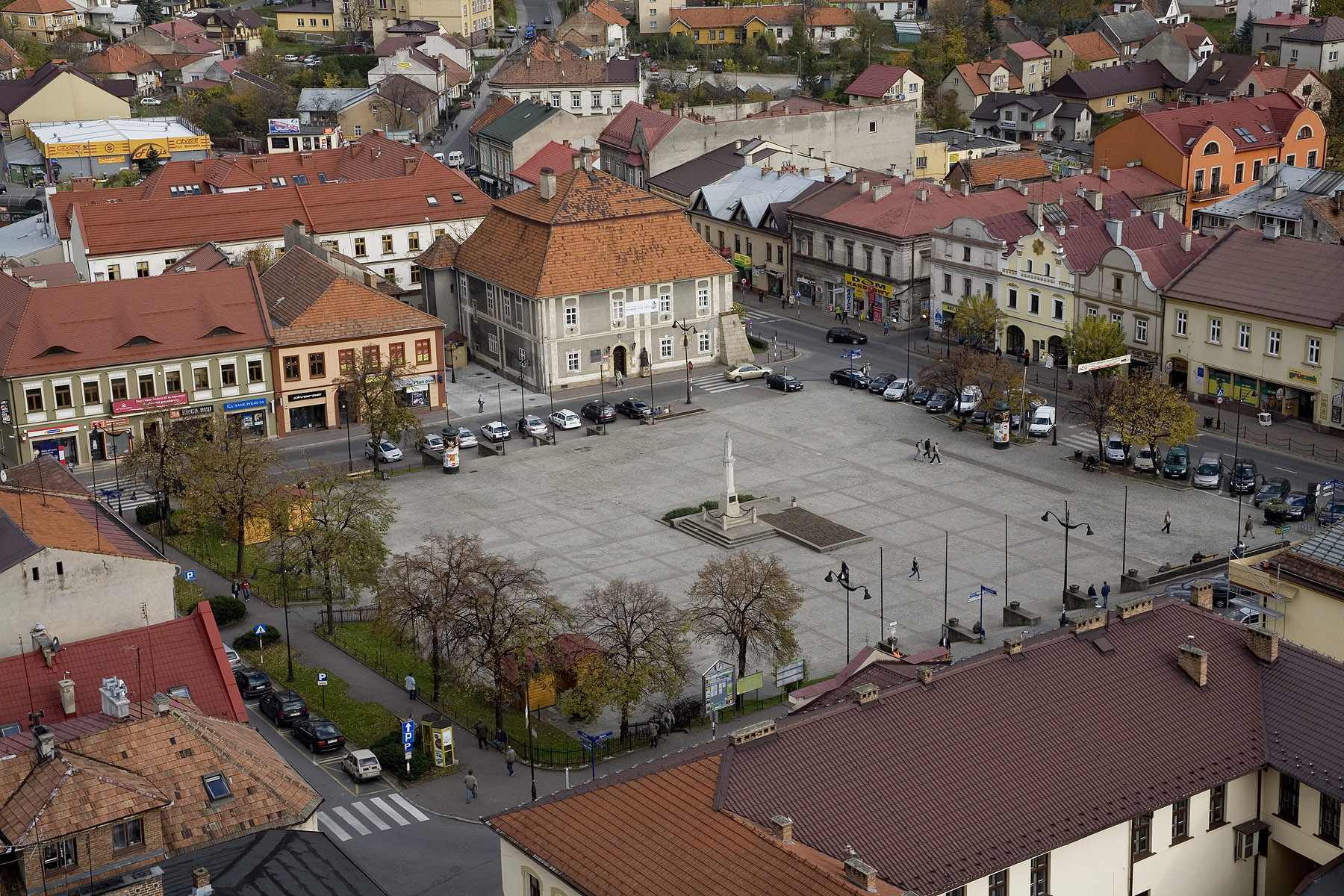
Stora torget i Bochnia.

Bochnia är en stad i Lillpolens vojvodskap i södra Polen. Antalet invånare 2006 var 29 373.
Staden grundades 1253 och är främst känd för sin saltgruva, i drift till 1990 och världsarv 2013.

## Historia
Bochnia är en av de äldsta städerna i Lillpolen. Den tidigaste källan man hittat där staden nämns är ett brev från 1198. Den nuvarande saltgruvan i staden hittades 1248 som även ledde till att staden fick status som en egen stad den 27 februari 1253 av Boleslav V av Polen. I dokumentet man hittade för det nämns även det tyska namnet på staden, Salzberg, eftersom många av invånarna i Bochnia pratade tyska och kom från Nedre Schlesien.
På grund av dess saltgruva och det fina läget blev Bochnia, som då tillhörde Krakóws vojvodskap, en av huvudstäderna för Lillpolen. Under 1300-talet, då Kasimir III var kung av Polen, byggdes ett stadshus, en ringmur med fyra grindar, ett sjukhus och ett skydd för gruvarbetare. För att visa uppskattningen av Kasimirs påverkan på hur staden utvecklats gjordes ett minnesmärke av honom på torget i Bochnia under slutet på 1800-talet. På 1400-talet öppnades en skola och under 1600-talet besökte många pilgrimer från Lillpolen Bochnia för att se en målning i en lokal dominikansk kyrka.
1561 brann Bochnia ner i en brand och dess saltlager uttömdes vilket ledde till stadens nedgång. Under Karl X Gustavs polska krig hittades staden 1655 av svenskar, 1657 av transylvanier och 1662 av kosacker. Under 1660-talet fanns bara 54 hus kvar i staden. 1702 förstördes staden i det stora nordiska kriget. Bränder orsakade mer skada 1709 och 1751. Bochnia annekterades av Österrike under den första av Polens delningar 1772 och var en del av Galizien tills 1918. Österrikarna rev då ner stadshuset tillsammans med ringmuren. 1867 skapades Powiat Bocheński och då började staden att rustas upp efter de tidigare bränderna. 1886 öppnades ett bibliotek och 1913 öppnade en bio.
Polen fick tillbaka självständigheten 1918 och då tillhörde Bochnia den andra polska republiken och Krakóws vojvodskap.

### Andra världskriget
Under den tyska invasionen av Polen 1939, som även startade andra världskriget, skyddades Bochnia av polska grupper den 6 och 7 september 1939. Einsatzgruppen gick senare in i staden och begick olika brott mot befolkningen. En av de första massavrättningarna i Polen hölls här och då sköts 52 polacker som hämnd för att ha dödat två tyska poliser.
När andra världskriget började bodde det ungefär 3 500 judar i Bochnia vilket motsvarade ungefär 20% av befolkningen. Under Tysklands ockupering av Polen startades ett judiskt getto varpå judar från området blev tvungna att flytta av nazisterna. Hela judiska befolkningen dödades under förintelsen förutom 200 arbetare som fick jobba på en fabriksanläggning som ägdes av Gerhard Kurzbach, en Wehrmacht-soldat, som fick dem att jobba och räddade därmed dem från deportation. Det tros att ungefär 15 000 judar blev deporterade från Bochnia och att 1 800 dödades. Ungefär 90 judar överlevde, bland annat genom att gömma sig. De flesta immigrerade till USA, Brasilien, Belgien och Israel. 
I april 1943 gömde sig den polska officern Witold Pilecki här efter att ha rymt från Auschwitzs koncentrationsläger. 1944, under Warszawaupproret, gjorde tyskarna flera deportationer av personer från Warszawa i Dulag 121-lägret i Pruszków, där de egentligen blev fängslade, till Bochnia. Dessa polacker var för det mesta äldre personer, sjuka personer och kvinnor med barn.

## Vänorter
Dessa orter är vänorter till Bochnia:
- Bad Salzdetfurth, Tyskland
- Saarlouis, Tyskland
- Cavtat, Kroatien
- Kežmarok, Slovakien[5]
- Roselle, USA